# Sudovi za navodnjavanje sredozemne obale
Sudovi za navodnjavanje španjolske sredozemne obale (španjolski:  Tribunales de regantes del Mediterráneo español) su tradicionalni sudovi za upravljanje vodama koji datiraju još iz Al-Andalus razdoblja (9. – 13. stoljeće). Dva glavna tribunala, Vijeće mudraca iz dolina Murcije i vodeni sud dolina Valencije, priznati su prema španjolskom zakonu. Inspirirajući autoritet i poštovanje, ova dva suda, čiji su članovi izabrani na demokratski način, rješavaju sporove usmeno i brzo, na transparentan i nepristran način. Zbog toga su upisani na UNESCO-ov popis nematerijalne svjetske baštine u Europi 2009. god.
Vijeće mudraca (Consejo de Hombres Buenos) ima sedam geografski reprezentativnih članova i ima jurisdikciju nad zborom zemljoposjednika od 23.313 članova.sastoji se od pet redovitih članova i pet odvjetnika. Za cilj ima riješiti probleme i zahtjeve za pojedine prekršaje u pravilniku navodnjavanja. Odvjetnici mogu funkcionirati samo jednom godišnje. Vijeće održava svoje javne rasprave svakog četvrtka u salonu Gradske vijećnice u Murciji, od devet do ponoći.
Vodeni sud (El Tribunal de las Aguas ili El Tribunal de los Acequieros de la Vega) se sastoji od osam izabranih administratora (Síndicos) koji predstavljaju ukupno 11.691 članova iz devet zajednica. Sud se sastaje svakog četvrtka (osim državnih praznika i između Božića i Bogojavljenja) od ručka do ponoći ispred apostolskog portala katedrale u Valenciji na Gospinom trgu, Plaza de la Virgen. Suci biraju porotnike među seljacima od osam navodnjavanih četvrti Huerta de Valencia (Cuart, Benacher y Faytanar, Tormos, Mislata, Mestalla, Fabara, Rascaña i Robella). Osam sudaca bira predsjednika, tradicionalno iz okruga Fabara ili Tormos. Nema sudskih zapisa presuda i ne postoji mogućnost žalbe na odluke koje donosi Vijeće. 
Osim njihove pravne uloge sudovi za navodnjavanje imaju i ključnu ulogu u zajednici u kojoj su oni vidljivi simbol, što je vidljivo iz obreda kada sudovi izriču presude i činjenice da su sudovi često predstavljeni u lokalnoj ikonografiji. Oni pružaju koheziju među tradicionalnim zajednicama i sinergiju između zanimanja (policajaca, inspektora, graničara, itd.), doprinose usmenoj predaji znanja dobivenog tisućljetnom kulturnom razmjenom, te imaju svoj specijalistički vokabular začinjen s arapskim izrazima. Ukratko, sudovi su dugogodišnja spremišta lokalnog i područnog identiteta, te su od posebnog značaja za lokalno stanovništvo.

## Vanjske poveznice

### Mrežna sjedišta
- Slu<bene stranice Vodenog suda Valencije  Arhivirana inačica izvorne stranice od 20. travnja 2022. (Wayback Machine)